# João Paulo Capobianco
João Paulo Ribeiro Capobianco (São Paulo, 3 de janeiro de 1957) é um biólogo, fotógrafo e ambientalista brasileiro. Atualmente preside o Instituto Democracia e Sustentabilidade (IDS). Atua entre os campos de conservação ambiental, gestão ambiental, políticas públicas, desmatamento e diversidade biológica.

## Biografia

### Formação acadêmica
Nascido em São Paulo, Capobianco formou-se no ano de 1987 no curso de Biologia oferecido pela Universidade de Santo Amaro (UNISA). Em 1986, realizou uma pós-graduação em educação ambiental na Universidade de Brasília (UnB). No ano de 1998, iniciou um doutorado na área de Engenharia agrícola na Universidade Estadual de Campinas (Unicamp) sob orientação do professor Archimedes Perez Filho, interrompido em 2005, devido a mudança de Capobianco para Brasília. No ano de 2017, obteve seu doutorado com a defesa da tese Governança Socioambiental na Amazônia Brasileira na Década de 2000 realizada na Universidade de São Paulo (USP) sob orientação de José Goldemberg.

### Atuação
Atuou como Secretário Nacional de Biodiversidade e Florestas e Secretário Executivo do Ministério do Meio Ambiente entre os anos de 2003 e 2008 - período em que a pasta foi comandada por Marina Silva (PT), quando exerceu, entre outras, as funções de coordenador do Grupo de Trabalho Interministerial de Prevenção e Controle ao Desmatamento na Amazônia, presidente do Conselho de Gestão do Patrimônio Genético e da Comissão Brasileira de Florestas, vice-presidente do Conselho Nacional do Meio Ambiente (CONAMA) e presidente do Instituto Chico Mendes de Conservação da Biodiversidade (ICMBio).
No biênio 2008 e 2009, trabalhou como professor visitante da Universidade Columbia em Nova Iorque, onde participou do grupo de pesquisa - Center for Environment, Economy, and Society (CEES) onde desenvolveu estudos na avaliação e identificação de processos capazes de conter o desmatamento em países em desenvolvimento. Nesse período também atuou como pesquisador associado do Instituto de Pesquisa Ambiental da Amazônia (IPAM). Fundou e dirigiu ONGs como a Fundação SOS Mata Atlântica, Instituto Socioambiental (ISA), Rede de ONGs da Mata Atlântica e Fórum Brasileiro de ONGs e Movimentos Sociais Preparatório para a Rio-92.
No ano de 2010, coordenou a campanha de Marina Silva (PV) à presidência da República na eleição presidencial no Brasil, campanha em que Marina Silva terminou em terceiro lugar com 19.671.767 votos, totalizando (19,34%) dos votos. Também integrou a Comissão Executiva Nacional do Partido Verde (PV), do qual se desligou em 2011, em solidariedade ao desligamento de Marina do partido ao criticar o excesso de pragmatismo do partido, juntamente com outros quadros do partido como Guilherme Leal, candidato a vice-presidente na chapa com Marina em 2010, Maurício Brusadin, ex-presidente do PV do estado de São Paulo e Sérgio Xavier, candidato do partido ao governo de Pernambuco em 2010.
Atualmente, é membro do Conselho de Administração da Bolsa de Valores Sociais (Bovespa Social) da Bolsa de Valores de São Paulo, do Conselho Deliberativo do Instituto Akatu e do Conselho Consultivo do Instituto Ethos de Empresas e Responsabilidade Social.

## Livros
No ano 2003, o livro Biodiversidade na Amazônia Brasileira, por ele organizado, recebeu os prêmios de melhor publicação em Ciências Naturais e da Saúde e Livro do Ano, concedidos pela Câmara Brasileira do Livro (CBL), quando recebeu o Prêmio Jabuti de Literatura.
O autor possui outras publicações como:
- Dossiê Mata Atlântica 2001: Projeto Monitoramento Participativo da Mata Atlântica, Instituto Socioambiental, São Paulo, 2001.[24]
- Biodiversidade na amazônia brasileira: avaliação e ações prioritárias para a conservação, uso sustentável e repartição de benefícios, Instituto Socioambiental, São Paulo, 2001.[25]
- Billings 2000: ameaças e perspectivas para o maior reservatório de água da região metropolitana de São Paulo, Instituto Socioambiental, São Paulo, 2002.[26]
- Meio Ambiente Brasil: Avanços e Obstáculos Pós-Rio 92, Estação Liberdade, 2002.[27]
- Biodiversity in the Brazilian Amazon: Assessment and Priority Actions for Conservation, Sustainable Use and Benefit Sharing, Instituto Socioambiental, São Paulo, 2004.[28]
- Amazônia: uma década de esperança, Estação Liberdade, São Paulo, 2022.[29]